# Chisu
Christel Martina Sundberg alias Chisu (Helsinki, 3 de enero de 1982) es una cantautora finesa.
Su familia de origen sueco es originaria de Ånge, aunque ella aprendió sueco en el colegio. Pasó su infancia entre Helsinki y Mikkeli.
Empezó a trabajar de vendedora y se inscribió luego en una escuela musical en inglés, su single Mun koti ei oo täällä (mi hogar no está aquí), usado en la BSO de la película Sooloilua fue un gran éxito en la primavera de 2008, ha trabajado como corista y compuesto temas para cantantes como Antti Tuisku, Tarja Turunen, Jippu, Kristiina Brask o Kristiina Wheeler.

## Discografía

### Álbumes de estudio
- 2008 - Alkovi
- 2009 - Vapaa ja yksin
- 2011 - Kun valaistun
- 2012 - Kun valaistun 2.0
- 2015 - Polaris
- 2019 - MOMENTUM 123

### EP
- 2019 - Post Momentum

### Sencillos
- 2007 - Mun koti ei oo täällä
- 2008 - Muut
- 2008 - Tämä rakkaus
- 2009 - Baden-Baden
- 2009 - Kerrasta poikki
- 2009 - Sama nainen
- 2010 - Miehistä viis
- 2010 - Saaliit
- 2011 - Sabotage
- 2011 - Kohtalon oma
- 2012 - Tie
- 2012 - Kolmas pyörä
- 2012 - Frankenstein
- 2015 - Ihana
- 2015 - Tuu mua vastaan
- 2016 - Tähdet
- 2016 - Polte
- 2016 - Älä herätä mua unesta
- 2016 - Asfalttiprinssi
- 2016 - Jos menet pois
- 2016 - Kaktusviinaa
- 2016 - Mestaripiirros
- 2017 - Ei riidellä enää
- 2018 - I Walk the Line
- 2019 - Momentum
- 2019 - Viimeiset tekstarit
- 2019 - Ikävä

### Videos musicales
- 2007 - Mun koti ei oo täällä
- 2008 - Muut – dirigido por Misko Iho
- 2009 - Baden-Baden – dirigido por Misko Iho
- 2009 - Sama nainen – dirigido por Mikko Harma
- 2011 - Sabotage – dirigido por Misko Iho
- 2011 - Kohtalon oma – dirigido por Misko Iho
- 2012 - Frankenstein - dirigido por Toni Tikkanen
- 2015 - Ihana - dirigido por Mikki Kunttu
- 2015 - Tuu mua vastaan - dirigido por Miro Laiho